# Tahai
El complejo ceremonial Tahai es un sitio arqueológico ubicado en Rapa Nui (Isla de Pascua), territorio insular chileno. Ubicado al norte de Hanga Roa, la principal zona habitada de la isla, tiene una superficie de aproximadamente 250 m². Forma parte del Parque Nacional Rapa Nui.
Construido por la cultura ancestral rapanui, está constituido por tres ahu principales de norte a sur: Ko Te Riku, Tahai, y Vai Ure. Adicionalmente, el complejo cuenta con las ruinas de una antigua aldea —similar a la existente en Orongo— conformada por «casas bote» o «hare moa», una rampa de piedras que conecta con el mar y la tumba de los arqueólogos William y Emily Mulloy.
El centro arqueológico es un importante hito turístico de la isla y es utilizado en diversas ceremonias contemporáneas, como la coronación del Tapati. 

## Ahu
El complejo ceremonial consiste de tres ahu propiamente tal:
- Ahu Ko Te Riku: Cuenta con un solo moái que fue restaurado con sus elementos originales, siendo el único exhibido en Rapa Nui que cuenta con dos ojos hechos con coral blanco y pukao en roca volcánica roja.
- Ahu Tahai: Pese a contar con un único moái, es uno de los más relevantes al ser el más antiguo de toda la isla. Su moái tiene una altura de 4,5 metros. Su nombre significa «donde se esconde el sol» en rapanui.
- Ahu Vai Ure: Es uno de los ahu más conocidos, al contar con cinco moáis junto a la costa de la isla. Debido a su orientación geográfica, el atardecer puede observarse tras el ahu, lo que atrae a muchos turistas. Su nombre significa «agua oscura» en rapanui.

|                |
| Ahu Ko Te Riku |

|           |
| Ahu Tahai |

|             |
| Ahu Vai Uri |

|                                |
| Caballos frente al ahu Vai Uri |

## Restauración

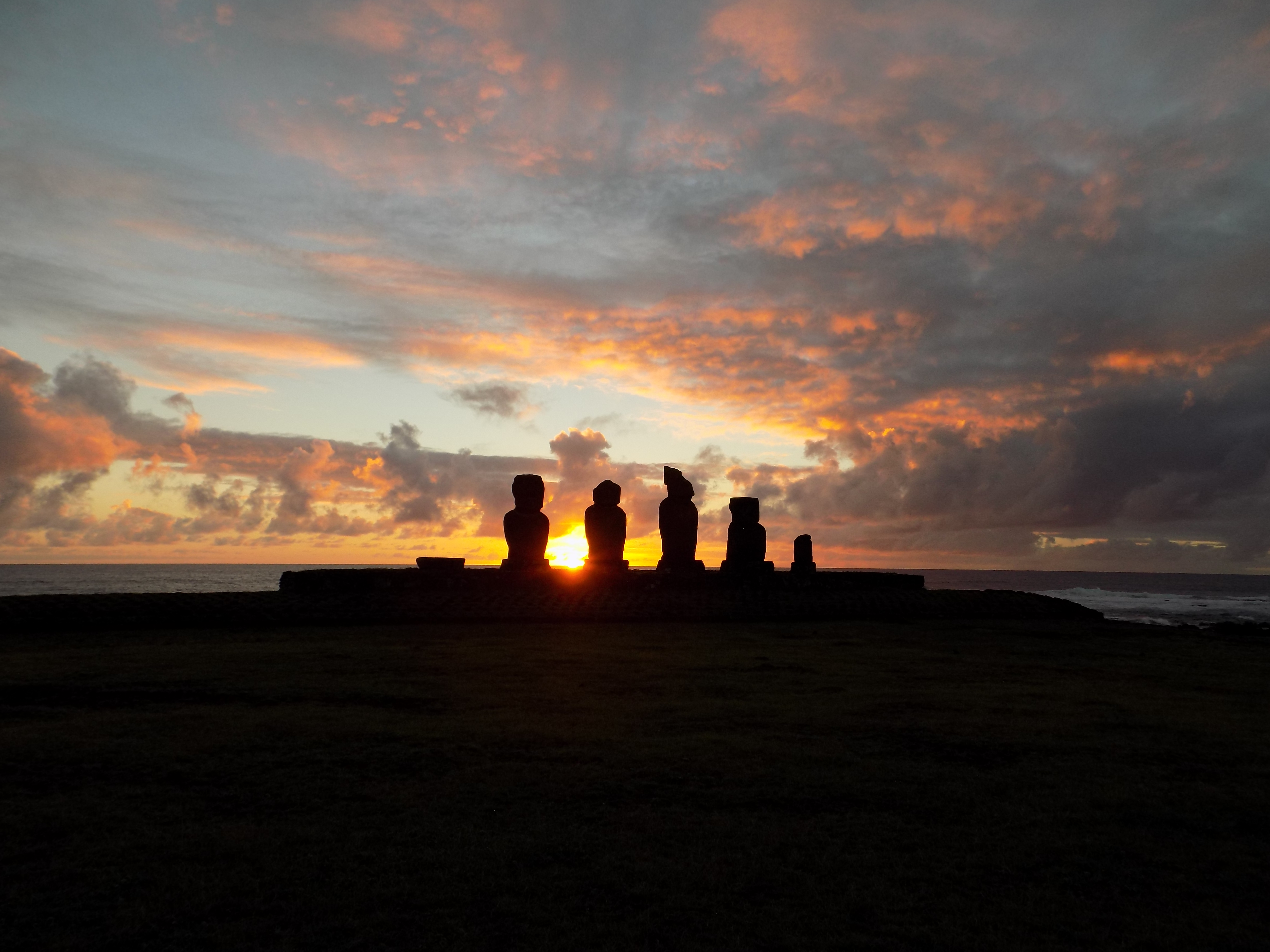
Atardecer tras el Ahu Vai Uri.

Fue restaurado en 1974 por el arqueólogo estadounidense William Mulloy. Visible en la distancia desde Tahai hay dos ahu restaurados en Hanga Kio'e, proyectos que Mulloy emprendió en 1972.
Como otros proyectos de restauración de Mulloy en Ahu Akivi, el pueblo ceremonial de Orongo y Vinapu, el centro ceremonial en Tahai ahora constituye una parte integral del Parque Nacional Rapa Nui, designado por Unesco como Patrimonio de la Humanidad.
William Mulloy y Emily Ross Mulloy fueron sepultados en Tahai.